# BMW F20/F21
Den aktuelle 1-serie fra BMW (internt: F20 − femdørs, F21 − tredørs) er en lille mellemklassebil. Den blev introduceret i midten af 2011 som efterfølger for E87-serien og fremstilles på BMW's fabrik i Regensburg, og siden 1. marts 2012 også i Leipzig. Den baghjulstrukne bil er fabrikantens indstigningsmodel.
Den officielle præsentation af F20 fandt sted den 5. juni 2011. Modellen kom ud til forhandlerne den 17. september 2011.

## Modeller
Som første model i serien kom den femdørs hatchback (F20) på markedet. Den tredørs hatchback (F21) fulgte i september 2012, mens coupéen (E82) og cabrioleten (E88) fra den gamle 1-serie i foråret 2014 afløses af den nye 2-serie.
F20 deler platform med den i starten af 2012 introducerede 3-serie (F30).

### Produktionstidsrum
- Femdørs (F20): Juni 2011 −
- Tredørs (F21): September 2012 −

- Bagfra
- BMW M135i (2012−)
- Bagfra

### Væsentlige forskelle i forhold til forgængeren
- Allerede ved introduktionen fandtes modellen i to forskellige udstyrsvarianter (Sport Line og Urban Line).
- De nye firecylindrede benzinmotorer er nu udstyret med turbolader, samtidig med at slagvolumet er reduceret til 1,6 liter.
- Det sekstrins automatgear er afløst af et ottetrins ZF 8HP fra ZF Friedrichshafen (ekstraudstyr).
- iDrive-systemet findes nu også uden navigationssystem (Radio Professional, ekstraudstyr).
- For første gang i en BMW er sideblinklysene integreret i sidespejlene (på BMW-motorcykler skete dette allerede i 1983 på K 100 RS).
- Der findes en Eco Pro-modus, som hjælper med at spare brændstof.
- Hjælpesystemer som parkeringsassistent, vognbaneskiftadvarselssystem, bakkamera og Speed Limit Info fås som ekstraudstyr til 1-serien (kendt fra 5-serien).
- F20 fik som den første BMW-model ConnectedDrive-udvidelsen Real-Time Traffic Information (RTTI). Denne onlinetrafiktjeneste benytter anonymiserede mobilbevægelsesdata til optimale ruteberegninger. Ud over motorveje dækkes dermed også lande- og byveje. Princippet minder om det konkurrerende system TomTom HD Traffic.

### Mål
Med en længde på 4324 mm er modellen vokset 85 mm i forhold til forgængeren. Akselafstanden er øget med 30 mm og sporvidden med 51 mm (fortil) hhv. 72 mm (bagtil).
Dermed kunne den hidtil ofte kritiserede bagende laves større. Benpladsen steg ligeledes med 21 mm.
| Akselafstand              | 2690 mm    |
| Længde                    | 4324 mm    |
| Bredde (inkl. sidespejle) | 1984 mm    |
| Højde                     | 1421 mm    |
| Bagagerumsvolumen         | 360–1200 l |

## Udstyr
Som supplement til basisudstyret findes der to forskellige udstyrsvarianter: Sport Line og Urban Line.

### Udvendige farver
Ved introduktionen kunne modellen fås i tre normale og fem metallicfarver.
Normale farver:
| Alpinhvid | Karmesinrød | Sort |

Metallicfarver:
| Glaciersølv | Safirsort | Dybsøblå | Midnight Blue | Mineralgrå | Mineralhvid (11/2011−) | Valencia Orange (11/2011−) | Liquid Blue (11/2011−) | Sparkling Bronze (3/2012−) | Estoril Blue (3/2012−) |

## Teknik

### Bilafstemning
Ved hjælp af en føreroplevelseskontakt i midterkonsollen kan motorkarakteristik, kørestabilitetsregulering, styring, gearskifteprogram samt automatgearets skiftedynamik ændres. Der kan vælges mellem programmerne Comfort, Sport og Eco Pro. I forbindelse med bestemte former for ekstraudstyr findes der også en Sport+-modus.
På biler med navigationssystemet Professional kan de aktuelle motorydelses- og drejningsmomentværdier vises på displayet i midterkonsollen.

### Styring, undervogn og bremser
Alle versioner er som standard udstyret med en elektromekanisk servostyring. Som ekstraudstyr findes også Servotronic (hastighedsafhængig servostyring) eller en variabel sportsstyring. Styringens samlede udveksling er 15,0:1.
Forhjulsophængningen består af en dobbeltledet aksel bygget i let aluminium med et fjederben. Bagakslen består derimod (pr. side) af fem led bygget i let stål.
Alle modeller er som standard udstyret med baghjulstræk. Som ekstraudstyr kan 120d og M135i fra september 2012 også leveres med firehjulstræksystemet BMW xDrive.
Bremsesystemet arbejder fortil med indvendigt ventilerede skivebremser, og bagtil med massive skivebremser. F20 er udstyret med rekuperationsbremse: Batteriet lades fortrinsvis af generatoren i bremsedrift.

### Ottetrins automatgear (ekstraudstyr)
Som ekstraudstyr kan modellen leveres med en ottetrins automatgearkasse. Som følge af den store spredning af gearene sænkes omdrejningstallet og støjniveauet ved høje hastigheder. På trods af opgraderingen fra seks til otte gear kan ZF 8HP-gearkassen klare sig uden ekstra dele. Vægt og mål er i forhold til den tidligere ZF 6HP-gearkasse kun steget ganske lidt. Det ottetrins automatgear er ligeledes i stand til at springe enkelte gear over, og kan dermed i den tilsvarende kørselssituation gå fra ottende til andet gear og behøver kun at åbne en kobling. Gearkassen er fremstillet af ZF Friedrichshafen og kan ikke leveres til 116d EfficientDynamics Edition, 114i og 114d.

### Multimedia
Som standard er 1-serien udstyret med cd-radio med seks højttalere og AUX IN-tilslutning.
En dvd-skifter, en DAB-modtager eller et Harman Kardon-højttalersystem med 12 højttalere og en effekt på 360 Watt kan leveres som ekstraudstyr. I forbindelse med navigationssystemet, som er ekstraudstyr, samt med radioen Professional er 1-serien udstyret med betjeningssystemet iDrive. I forbindelse med dette er der på instrumentbrættet monteret en højopløselig billedskærm med 6,5 hhv. 8,8 tommers diagonal.
Med ekstraudstyret BMW Apps kan ejere af en iPhone blandt andet høre netradiostationer samt se Facebook- og Twitter-beskeder på bilens display. Samtidig er der komplet internetforbindelse.

## Sikkerhed
BMW F20 har ud over ABS med bremseassistent og Cornering Brake Control trepunktsseler på alle fem siddepladser, på forsæderne kombineret med selestrammere og selekraftbegrænsere, ESP med antispinregulering (af BMW kaldet Dynamisk stabilitetskontrol, DSC hhv. Dynamisk traktionskontrol, DTC), seks airbags (fører og forsædepassager, to sideairbags og gennemgående gardinairbags). For bedre at kunne se meget stærke nedbremsninger begynder bremselygterne at blinke.
Autostole kan kun monteres sikkert på bagsædets yderste siddepladser, hvor der også er Isofix-holdere. Til det forreste passagersæde koster en frakoblelig airbag merpris.
Mod merpris fås modellen med vognbaneskiftadvarselssystem. Der sker dog ingen indgreb i kørslen (modstyring eller nedbremsning).

## Tilbagekaldelse
Den 1. oktober 2013 tilbagekaldte BMW over hele verden 176.000 biler af 1-, 3- og 5-serierne, SUV'erne X1 og X3 samt sportsvognen Z4. Berørt er biler bygget mellem juni 2012 og august 2013. Årsagen hertil er problemer med knastakslen på de firecylindrede benzinmotorer, som kan forårsage en mulig afbrydelse af smøreolietilførslen til undertrykspumpen og dermed udfald af denne samt udfald af bremseforstærkeren.

## Motorer
I marts 2012 blev modelprogrammet udvidet med modellen 116d EfficientDynamics Edition. Denne model adskiller sig gennem ekstra forbrugsreducerende forhold, og har som den første BMW-bil et CO2-udslip på 100 g/km i ECE-kørecyklus.
Programmet udvidedes i september 2012 med 114i og M135i.
M135i samt 120d har fra november 2012 også kunnet leveres med firehjulstræksystemet xDrive. 118d fulgte med dette system i juli 2013.
Tredørsmodellen har siden november 2012 ligeledes fandtes i versionerne 118i og 120d. Senere fulgte også 114d med en neddroslet version af 116d-motoren.
| Model                          | Cylindre | Slagvolume cm³ | Max. effekt kW (hk) / omdr. | Max. drejningsmoment Nm / omdr. | Motortype | 0-100 km/t sek. | Topfart km/t | Byggeår  |
| ------------------------------ | -------- | -------------- | --------------------------- | ------------------------------- | --------- | --------------- | ------------ | -------- |
| Benzinmotorer                  |          |                |                             |                                 |           |                 |              |          |
| 114i                           | 4        | 1598           | 75 (102) / 4000             | 180 / 1100 − 3900               | N13B16    | 11,2            | 195          | 7/2012 − |
| 116i                           | 4        | 1598           | 100 (136) / 4400            | 220 / 1350 − 4300               | N13B16    | 8,5             | 210          | 9/2011 − |
| 118i                           | 4        | 1598           | 125 (170) / 4800            | 250 / 1500 − 4500               | N13B16    | 7,4             | 225          | 9/2011 − |
| 125i                           | 4        | 1997           | 160 (218) / 5000            | 310 / 1350 − 4800               | N20B20    | 6,4             | 245          | 3/2012 − |
| M135i                          | 6        | 2979           | 235 (320) / 5800            | 450 / 1300 − 4500               | N55B30    | 5,1             | 250          | 9/2012 − |
| Dieselmotorer                  |          |                |                             |                                 |           |                 |              |          |
| 114d                           | 4        | 1598           | 70 (95) / 4000              | 235 / 1500 − 2750               | N47D16    | 12,2            | 185          | 9/2012 − |
| 116d EfficientDynamics Edition | 4        | 1598           | 85 (116) / 4000             | 260 / 1750 − 2500               | N47D16    | 10,5            | 195          | 3/2012 − |
| 116d                           | 4        | 1995           | 85 (116) / 4000             | 260 / 1750 − 2500               | N47D20    | 10,3            | 200          | 9/2011 − |
| 118d                           | 4        | 1995           | 105 (143) / 4000            | 320 / 1750 − 2500               | N47D20    | 8,9             | 212          | 9/2011 − |
| 120d                           | 4        | 1995           | 135 (184) / 4000            | 380 / 1750 − 2750               | N47D20    | 7,2             | 228          | 9/2011 − |
| 125d                           | 4        | 1995           | 160 (218) / 4400            | 450 / 1500 − 2500               | N47D20    | 6,5             | 240          | 3/2012 − |

## Miljø
Under begrebet BMW EfficientDynamics er samlet flere tekniske nyheder, som bevirker et lavere brændstofforbrug ved samtidig øget effekt. Samtidig har 1-serien en Eco Pro-modus, som bevirker en forbrugsgunstig kørestil ved hjælp af en tilpasning af drivlinjestyringen samt af varme- og klimaanlægget, sidespejlsopvarmningen og sædevarmen samt beskeder til føreren gennem displayet midt på instrumentbrættet (hvis således udstyret).
Benzinmotorerne arbejder med en stråleført direkte indsprøjtning (High Precision Injection) og en TwinPower-turbolader med to udstødningsgasindstrømningsåbninger.
Dieselmodellerne er som standard udstyret med partikelfilter og ligeledes en TwinPower-turbolader.